# Bertina
A Bertina női név a Berta továbbképzett alakja, valamint az Albertina német beceneve.

## Rokon nevek
Alberta, Albertin, Albertina, Babett, Berta, Betta, Betti

## Gyakorisága
Az újszülötteknek adott nevek körében az 1990-es években szórványosan fordult elő. A 2000-es és a 2010-es években sem szerepelt a 100 leggyakrabban adott női név között.
A teljes népességre vonatkozóan a Bertina sem a 2000-es, sem a 2010-es években nem szerepelt a 100 leggyakrabban viselt női név között.

## Névnapok
szeptember 5.